# Cladotanytarsus ovatus
Cladotanytarsus ovatus är en tvåvingeart som beskrevs av Mazumdar, Hazra och Chaudhuri 2000. Cladotanytarsus ovatus ingår i släktet Cladotanytarsus och familjen fjädermyggor. Inga underarter finns listade i Catalogue of Life.